# Штутгарт мастерс
Штутгарт мастерс је био тениски турнир мастерс серије за мушкарце. Одржаван је на затвореним теренима, 1996. и 1997. на тепиху, 1998.–2001. на тврдој подлози. Наслиједио је мастерс у Есену. Играо се од 1996. до 2001, па је премјештен у Мадрид.

## Финала

### Појединачно
| Година | Побједник       | Финалиста           | Резултат                         | Жреб |
| ------ | --------------- | ------------------- | -------------------------------- | ---- |
| 1996   | Борис Бекер     | Пит Сампрас         | 3–6, 6–3, 3–6, 6–3, 6–4          |      |
| 1997   | Петр Корда      | Рихард Крајичек     | 7–6(6), 6–2, 6–4                 |      |
| 1998   | Рихард Крајичек | Јевгениј Кафељников | 6–4, 6–3, 6–3                    |      |
| 1999   | Томас Енквист   | Рихард Крајичек     | 6–1, 6–4, 5–7, 7–5               |      |
| 2000   | Вејн Фереира    | Лејтон Хјуит        | 7–6(6), 3–6, 6–7(5), 7–6(2), 6–2 |      |
| 2001   | Томи Хас        | Макс Мирни          | 6–2, 6–2, 6–2                    |      |

## Парови
| Година | Побједници                      | Финалисти                       | Резултат            | Жреб |
| ------ | ------------------------------- | ------------------------------- | ------------------- | ---- |
| 1996   | Себастијен Лареу Алекс О'Брајен | Џеко Елтинг Пол Хархус          | 3–6, 6–4, 6–3       |      |
| 1997   | Марк Вудфорд Тод Вудбриџ        | Рик Лич Џонатан Старк           | 6–3, 6–3            |      |
| 1998   | Себастијен Лареу Алекс О'Брајен | Махеш Бупати Леандер Паес       | 6–3, 3–6, 7–5       |      |
| 1999   | Бајрон Блек Јонас Бјоркман      | Дејвид Адамс Џон-Лафни де Јагер | 6–7(6), 7–6(2), 6–0 |      |
| 2000   | Јири Новак Давид Рикл           | Доналд Џонсон Пјет Норвал       | 3–6, 6–3, 6–4       |      |
| 2001   | Макс Мирни Сандон Стол          | Елис Фереира Џеф Таранго        | 7–6(7), 7–6(4)      |      |